# Societatea Kisfaludy

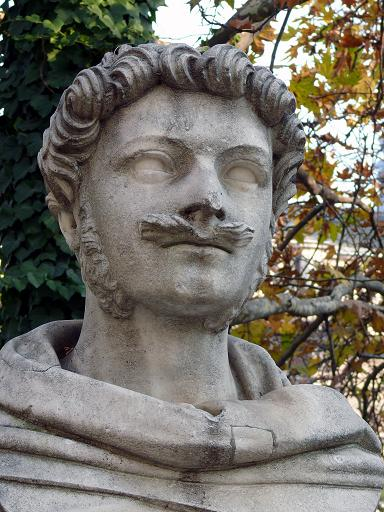
Statuia lui Károly Kisfaludy în grădina Muzeului Național al Ungariei (realizată de István Ferenczy în 1836)

Societatea Kisfaludy (în maghiară Kisfaludy Társaság) a fost fondată în 1836 la Pesta de prietenii și confrații scriitorului maghiar Károly Kisfaludy cu scopul de a publica toate scrierile acestuia și de a-i păstra vie memoria. După moartea lui Kisfaludy, societatea a devenit un cenaclu literar important pentru dezvoltarea gusturilor literare și promovarea literaturii maghiare. Sesiunile de lectură organizate de această societate în secolul al XIX-lea erau printre cele mai importante evenimente ale vieții literare. Societatea a fost dizolvată în 1952 și activitatea sa a încetat.

## Istoric
Societatea Kisfaludy a fost înființată în prima jumătate a secolului al XIX-lea pentru a publica operele lui Károly Kisfaludy și a-i ridica acestuia o statuie, dar a avut contribuții importante în dezvoltarea și răspândirea literaturii maghiare. Membrii societății au descoperit poezia lui János Arany, iar apoi János Arany a devenit membru al Societății Kisfaludy.
Revista Kisfaludy Társaság Évlapja a fost publicată în perioadele 1840-1846 și 1860-1940. Aici au apărut unele din lucrările teoretice ale lui Aristotel, Horațiu, Boileau sau Alexander Pope. În 1846 a fost inițiată colecția Hellén könyvtár, în care au apărut fabolele lui Esop, scrierile lui Pitagora și ale altor autori. Au fost lansate ulterior colecțiile de cărți Nemzeti könyvtár și Külföldi regénytár.
Membrii societății au fost încurajați să adune creații folclorice, iar colecția Magyar Népköltési Gyűjtemény a fost alcătuită din 14 volume publicate în perioada 1872-1924.
Sub conducerea conservatoare a lui Pál Gyulai societatea Kisfaludy s-a confruntat cu schimbările intervenite în literatura maghiară la sfârșitul secolului al XIX-lea (vezi, de exemplu, Albert Berzeviczy vs. Mihály Babits: „A kettészakadt irodalom”), apoi cu tendințele literare maghiare moderne din jurul revistei Nyugat, care promova academismul. Din acest punct de vedere, societatea a fost unul dintre polii literari ai epocii. Ea a fost desființată în 1952.

## Membri fondatori
- József Bajza
- László Bártfay
- Gergely Czuczor
- Aurél Dessewffy
- András Fáy
- Mihály Helmeczy
- György Joannovics
- Miklós Jósika
- Pál Királyi
- Pál Kovács, medic, dramaturg (1808–1886)
- Ferenc Kölcsey
- György (Stettner) Zádor
- József Szenvey
- Gusztáv Szontagh
- Ferenc Toldy
- Anasztáz Tomori
- Mihály Vörösmarty

## Conducători
| Președinte        | Perioadă    | Notă               |
| ----------------- | ----------- | ------------------ |
| András Fáy        | 1837 – 1841 | Director.          |
| Ferenc Toldy      | 1841 – 1861 | Director.          |
| János Arany       | 1861 – 1867 | Director.          |
| József Eötvös     | 1861 – 1867 | Primul președinte. |
| Zsigmond Kemény   | 1867 – 1876 |                    |
| Móric Lukács      | 1876 – 1879 |                    |
| Pál Gyulai        | 1879 – 1899 |                    |
| Zsolt Beöthy      | 1900 – 1922 | din 1879 secretar. |
| Albert Berzeviczy | 1923 – 1936 |                    |

## Membri
- Abonyi Lajos
- Ábrányi Emil
- Ábrányi Kornél
- Adolf Ágai
- Alexander Bernát
- Zoltán Ambrus
- Albert Apponyi
- Lajos Áprily
- János Arany
- László Arany
- Mihály Babits
- József Bajza
- Balázs Sándor
- Miklós Bánffy
- Bársony István
- Bartalus István
- Bártfay László
- Bartók Lajos
- Bartóky József
- Elek Benedek
- Zsolt Beöthy
- Berczik Árpád
- Bérczy Károly
- Bókay János
- Bónyi Adorján
- Császár Elemér
- Császár Ferenc
- Csathó Kálmán
- Csengery Antal
- Gergely Csiky
- Czuczor Gergely
- Dalmady Győző
- Degré Alajos
- Dessewffy Aurél
- Dóczy Lajos
- Dömötör János
- Adolf Dux
- Egressy Gábor
- József Eötvös
- Erdélyi János
- Fábián Gábor
- Falu Tamás
- Fáy András
- István Fekete
- Ferenczi Zoltán
- Fiók Károly
- Frankenburg Adolf
- Garay János
- Greguss Ágost
- Greguss Gyula
- Gyallay Pap Domokos
- Győry Vilmos
- Pál Gyulai
- Arhiducele Joseph August de Austria (Habsburg)
- Halasy-Nagy József
- Harsányi Zsolt
- Hegedüs Lóránt
- Hegedüs Sándor
- Heinrich Gusztáv
- Helmeczy Mihály
- Ferenc Herczeg
- Sándor Hevesi
- Horvát Boldizsár
- János Horváth, istoric literar
- Mihály Horváth, istoric
- Hunfalvy Pál
- Imre Sándor
- Ipolyi Arnold
- Jakab Ödön
- Jánosi Béla
- Joannovics György
- Mór Jókai
- Miklós Jósika
- Kazinczy Gábor
- Kéky Lajos
- Kelety Gusztáv
- Zsigmond Kemény
- Kenedi Géza
- Sándor Kisfaludy
- Kiss Károly
- Kont Ignác
- Kornis Gyula
- Pál Kovács, medic, dramaturg (1808–1886)
- Kozma Andor
- Ferenc Kölcsey
- Kriza János
- Lőrinczy György
- Lukács Móric
- Imre Madách
- Kálmán Mikszáth
- Nadányi Zoltán
- Nagy Ignác
- Négyesy László
- Némethy Géza
- P. Szathmáry Károly
- Pákh Albert
- Pálffy Albert
- Papp Ferenc
- Papp Viktor
- Arthur Patterson
- Paulay Ede
- Pekár Gyula
- Péterfy Jenő
- Pintér Jenő
- Prohászka Ottokár
- Pulszky Ferenc
- Radó Antal
- Rákosi Jenő
- Rákosi Viktor
- Riedl Frigyes
- Rubinyi Mózes
- Ferenc Salamon
- Schedius Lajos
- Sebők Zsigmond
- Sík Sándor
- Somló Sándor
- Surányi Miklós
- István Szabó, traducător, preot (1801–1892)
- Szabolcska Mihály
- Szana Tamás
- Béla Szász, traducător (1840–1898)
- Béla Szász, avocat, scriitor (1868–1938)
- Károly Szász, scriitor, episcop reformat (1829–1905)
- Károly Szász, politician, istoric literar (1865–1950)
- Szávay Gyula
- Szécsen Antal
- Székács József
- Szemere György
- Szemere Miklós
- Szemere Pál
- Szenvey József
- Szigeti József
- Ede Szigligeti
- József Szinnyei
- Szontagh Gusztáv
- Szontágh Pál
- Szüry Dénes
- Tárkányi Béla
- László Teleki
- Sándor Teleki
- Ferenc Toldy
- István Toldy
- Tolnai Lajos
- Tomori Anasztáz
- Tompa Mihály
- Tóth Lőrinc
- Vachott Sándor
- Vadnai Károly
- János Vajda
- Péter Vajda
- Váradi Antal
- Vértesi Arnold
- Vietórisz József
- Voinovich Géza
- Mihály Vörösmarty
- Zádor György
- Zempléni Árpád
- Zichy Antal
- Zichy Géza
- Lajos Zilahy

## Literatură suplimentară
- Vasárnapi Ujság 1897. évi 23. szám